# 疏羽蹄盖蕨
疏羽蹄盖蕨（学名：Athyrium nephrodioides）为蹄盖蕨科蹄盖蕨属下的一个种。

## 扩展阅读
- 維基物種上的相關：疏羽蹄盖蕨